# Anguatib daurat
L'anguatib daurat (Arctocebus aureus), també conegut com a poto daurat, és un primat estrepsirrí de la família dels lorísids, que comparteix el gènere amb l'anguatib daurat de Calabar (Arctocebus calabarensis). En conjunt, aquestes dues espècies són conegudes com els potos daurats. El poto daurat viu al Camerun, la República del Congo, Guinea Equatorial i Gabon, on el seu hàbitat més freqüent és la selva, encara que també pot viure a terres de cultiu.
Té un pes que varia entre 266 i 465 grams, una cua vestigial, un dit índex escurçat, una urpa a cada peu, especialitzada en la neteja i una línia blanca al seu rostre. Se'l distingeix del poto daurat de Calabar en bona part per la coloració del seu pelatge, el qual és daurat vermellós a l'esquena i d'un vermell més apagat al ventre. A diferència de l'altra espècie del gènere, el poto daurat no té membrana nictitant.
El poto daurat és una espècie nocturna i arborícola, que viu generalment en branques petites, a entre 5 i 15 metres sobre el terra. La seva dieta està formada en un 85% d'insectes (especially erugues) i un 14% de fruits. El seu comportament alimentari, antidepredador, social i reproductiu és extremadament semblant al del poto daurat de Calabar.